# Emil Zubin
Emil Zubin (sinh ngày 18 tháng 9 năm 1977) là một cầu thủ bóng đá người Slovenia thi đấu cho FC Primorje kể từ ngày 31 tháng 7 năm 2017. Anh là một tiền đạo trung tâm và thuận chân phải.